# Albena Denkova
Albena Denkova (em búlgaro:  Албена Денкова; Sófia, 3 de dezembro de 1974) é uma ex-patinadora artística búlgara. Denkova competiu na dança no gelo. Ela conquistou com Maxim Staviski duas medalhas de ouro, uma de prata e uma de bronze em campeonatos mundiais, e duas medalhas de prata e uma de bronze em campeonatos europeus, e foram campeões onze vezes do campeonato nacional búlgaro.

## Principais resultados

### Com Maxim Staviski
| Resultados | Resultados      | Resultados        | Resultados      | Resultados        | Resultados      | Resultados        | Resultados        | Resultados       | Resultados        | Resultados       | Resultados        | Resultados    | Resultados    | Resultados    | Resultados    | Resultados    |
| Internacional | Internacional   | Internacional     | Internacional   | Internacional     | Internacional   | Internacional     | Internacional     | Internacional    | Internacional     | Internacional    | Internacional     | Internacional | Internacional | Internacional | Internacional | Internacional |
| Evento/Temporada | 1996– 1997      | 1997– 1998        | 1998– 1999      | 1999– 2000        | 2000– 2001      | 2001– 2002        | 2002– 2003        | 2003– 2004       | 2004– 2005        | 2005– 2006       | 2006– 2007        |               |               |               |               |               |
| --- | --------------- | ----------------- | --------------- | ----------------- | --------------- | ----------------- | ----------------- | ---------------- | ----------------- | ---------------- | ----------------- | ------------- | ------------- | ------------- | ------------- | ------------- |
| Jogos Olímpicos |                 | 18.ª              |                 |                   |                 | 7.ª               |                   |                  |                   | 5.ª              |                   |               |               |               |               |               |
| Campeonato Mundial | 19.ª            | 17.ª              | 11.ª            | WD                | 10.ª            | 5.ª               | Medalha de bronze | Medalha de prata | 5.ª               | Medalha de ouro  | Medalha de ouro   |               |               |               |               |               |
| Campeonato Europeu | 17.ª            | 16.ª              | 9.ª             | WD                | 8.ª             | 6.ª               | Medalha de prata  | Medalha de prata | WD                |                  | Medalha de bronze |               |               |               |               |               |
| GP Grand Prix Final |                 |                   |                 |                   |                 |                   | Medalha de bronze | Medalha de prata | Medalha de bronze |                  | Medalha de ouro   |               |               |               |               |               |
| GP Bofrost Cup on Ice |                 |                   | 6.ª             | Medalha de bronze |                 |                   | Medalha de ouro   |                  |                   |                  |                   |               |               |               |               |               |
| GP Cup of Russia |                 |                   |                 |                   | 5.ª             |                   | Medalha de bronze |                  |                   |                  |                   |               |               |               |               |               |
| GP NHK Trophy |                 |                   |                 | 6.ª               |                 | Medalha de bronze |                   | Medalha de ouro  | Medalha de ouro   | Medalha de prata |                   |               |               |               |               |               |
| GP Skate America |                 |                   |                 |                   |                 |                   |                   |                  |                   |                  | Medalha de ouro   |               |               |               |               |               |
| GP Skate Canada International |                 |                   | 5.ª             |                   |                 | 4.ª               | Medalha de prata  | Medalha de ouro  |                   |                  |                   |               |               |               |               |               |
| GP Trophée Éric Bompard |                 |                   |                 |                   |                 | 4.ª               |                   | Medalha de ouro  | Medalha de prata  |                  | Medalha de ouro   |               |               |               |               |               |
| Bofrost Cup on Ice |                 |                   |                 |                   |                 |                   |                   |                  | Medalha de ouro   |                  |                   |               |               |               |               |               |
| Finlandia Trophy |                 |                   | Medalha de ouro | Medalha de ouro   | Medalha de ouro | Medalha de ouro   |                   | Medalha de ouro  |                   |                  |                   |               |               |               |               |               |
| Golden Spin of Zagreb |                 |                   |                 | Medalha de prata  |                 |                   |                   |                  |                   |                  |                   |               |               |               |               |               |
| Karl Schäfer Memorial |                 |                   | Medalha de ouro |                   |                 |                   |                   |                  |                   |                  |                   |               |               |               |               |               |
| Nebelhorn Trophy |                 | Medalha de bronze |                 |                   |                 |                   |                   |                  |                   |                  |                   |               |               |               |               |               |
| Skate Israel |                 | Medalha de prata  |                 |                   |                 |                   |                   |                  |                   |                  |                   |               |               |               |               |               |
| Nacional |                 |                   |                 |                   |                 |                   |                   |                  |                   |                  |                   |               |               |               |               |               |
| Campeonato Búlgaro | Medalha de ouro | Medalha de ouro   | Medalha de ouro | Medalha de ouro   | Medalha de ouro | Medalha de ouro   | Medalha de ouro   | Medalha de ouro  | Medalha de ouro   | Medalha de ouro  | Medalha de ouro   |               |               |               |               |               |
| |                 |                   |                 |                   |                 |                   |                   |                  |                   |                  |                   |               |               |               |               |               |
| Legenda: GP = Grand Prix; WD = Abandonou; Competição não foi disputada nesta temporada; Competição não fez parte do GP/CS; Competição fez parte do GP/CS |                 |                   |                 |                   |                 |                   |                   |                  |                   |                  |                   |               |               |               |               |               |

### Com Hristo Nikolov
| Resultados         | Resultados      | Resultados      | Resultados    | Resultados    | Resultados    | Resultados    | Resultados    | Resultados    | Resultados    | Resultados    | Resultados    | Resultados    | Resultados    | Resultados    | Resultados    | Resultados    |
| Internacional      | Internacional   | Internacional   | Internacional | Internacional | Internacional | Internacional | Internacional | Internacional | Internacional | Internacional | Internacional | Internacional | Internacional | Internacional | Internacional | Internacional |
| Evento/Temporada   | 1991– 1992      | 1992– 1993      | 1993– 1994    | 1994– 1995    |               |               |               |               |               |               |               |               |               |               |               |               |
| ------------------ | --------------- | --------------- | ------------- | ------------- | ------------- | ------------- | ------------- | ------------- | ------------- | ------------- | ------------- | ------------- | ------------- | ------------- | ------------- | ------------- |
| Campeonato Mundial | 21.ª            | 26.ª            | 27.ª          | 24.ª          |               |               |               |               |               |               |               |               |               |               |               |               |
| Campeonato Europeu | 18.ª            | 22.ª            | 25.ª          | 22.ª          |               |               |               |               |               |               |               |               |               |               |               |               |
| Nacional           |                 |                 |               |               |               |               |               |               |               |               |               |               |               |               |               |               |
| Campeonato Búlgaro | Medalha de ouro | Medalha de ouro |               |               |               |               |               |               |               |               |               |               |               |               |               |               |